# Regió Aixanti
La regió Ashanti (no confondre-la amb Ashantilàndia) és una de les 10 regions de Ghana que està situada al sud de l'estat. Té una superfície de 24.389 km², cosa que suposa el 10,2% de la superfície total de Ghana i la converteix en el tercer estat més extens. El 2000 la regió Ashanti tenia 3.612.950 habitants, que suposava el 19,1% del total de la població del país, cosa que fa que sigui la regió més poblada. La regió Ashanti, igual que el regne d'Aixanti i Aixantilàndia, és coneguda perquè és una zona important de producció de lingots d'or i de gra de cacau. La seva capital és Kumasi.

## Geografia

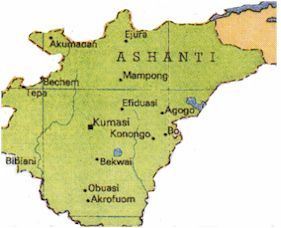
Mapa del regne d'Aixanti

### Localització
La regió Aixanti està situat aproximadament on hi havia hagut el regne d'Aixanti, al centre-sud de Ghana. La regió limita amb les regions de Brong-Ahafo, al nord, la regió Oriental, a l'est, la regió Central, al sud i la regió Occidental al sud-oest.

## Demografia

### Població
La zona més densament poblada de la regió Aixanti és el Districte Metropolità de Kumasi. Segons el cens del 2000, la regió tenia 6.612.950 habitants, cosa que la converteix en la regió més poblada de Ghana. Tot i això, la seva densitat de població (148.1 habitants per km²) és inferior a la de la regió central (162.2 km²). La majoria dels habitants de la regió són àkans. Hi ha una petita proporció de la població (5,8%) provenen de fora de Ghana. Només l'1,8% de la població no són de procedència africana.

### Etnicitat i llengües
La majoria dels àkans de la regió (78,9%) són aixantis. Entre els no àkans, destaquen els mole-dagbons (9%), els ewes (3,2%), els grusis (2,4%), els mande-busangues (1,8%) i els dangmes (1,4%).
- El fante és un dialecte de l'àkan que parlen els fantes a la part fronterera amb la regió Central.[3]
- La majoria dels 4.240.000 aixantis ghanesos tenen el seu territori a gairebé la totalitat de la regió Aixanti i a les zones limítrofes de les regions veïnes. Aquests parlen el dialecte aixanti[4]
- Els ahafos, que parlen el dialecte ahafo de l'àkan, tenen el seu territori al voltant de Kumasi.[5]
- Els akyems, que parlen el dialecte de l'àkan, l'akyem, tenen el territori a l'est de la regió Aixanti. Les ciutats més importants del seu territori són Osumasi i Pramsakuna, que està situada a l'extrem meridional d'aquest. Agogo i Juansa són altres poblacions del territori akyem.[5]

- Els asens són els membres del grup ètnic que parlen el dialecte asen (de la llengua àkan), viuen a la zona fronterera amb regió Central, a l'extrem sud de la regió Aixanti.[5]
- Els dankyires són un grup àkan que tenen com a llengua materna el dialecte dankyira i que viuen a l'extrem sud de la regió, a la frotnera amb la regió Central.[5]
- Els kwawus tenen el seu territori històric a la Regió Oriental i parlen el dialecte de l'àkan, el kwawu.[5]

## Divisions administratives

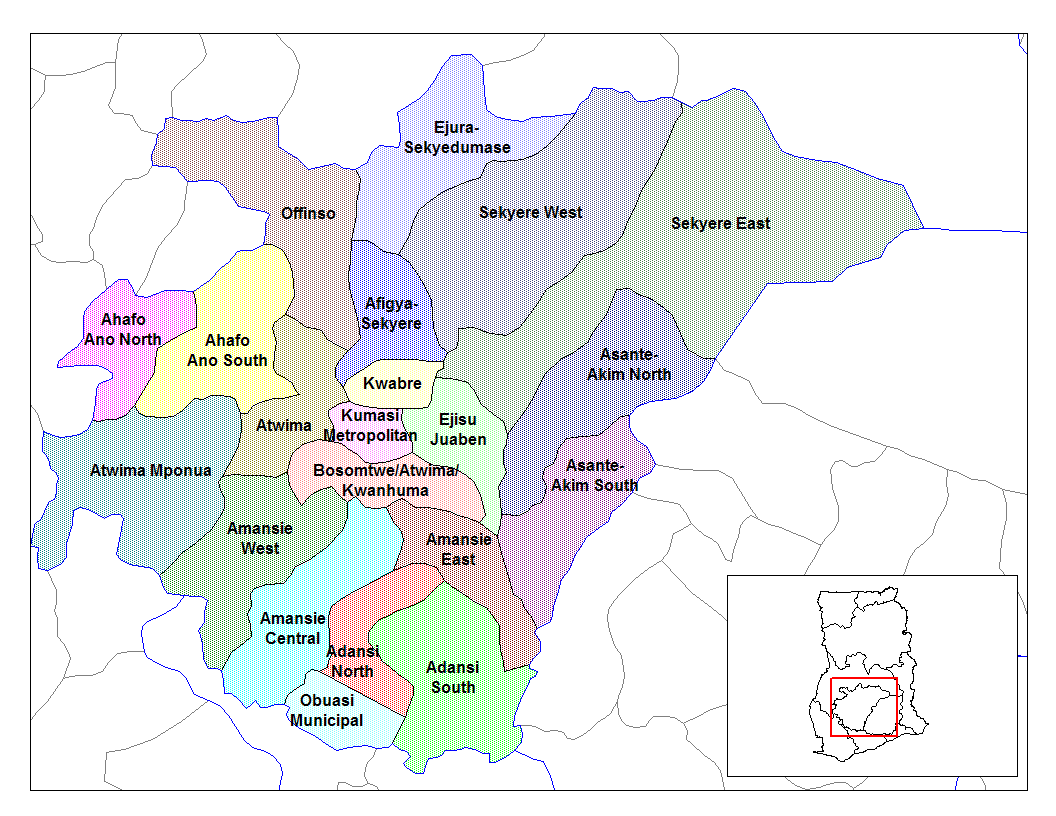
Districtes de la regió Aixanti

La regió Aixanti està dividida en 27 districtes. Els districtes, municipis o àrees metropolitanes estan administrades per un Cap Executiu que representa el govern central però ha derivat l'autoritat a una Assemblea encapçalada per un membre elegit pels assemblearis.
| Districtes de la regió Aixanti    | Districtes de la regió Aixanti | Districtes de la regió Aixanti |
| Districte                         | Capital                        | Població                       |
| --------------------------------- | ------------------------------ | ------------------------------ |
| Adansi Septentrional              | Fomena                         | 235,680 (cens de 2000)         |
| Adansi Meridional                 | New Edubiase                   | 129,325 (2000)                 |
| Districte d'Afigya-Kwabre         | Agona                          |                                |
| Ahafo Ano Septentrional           | Tepa                           | 71,856 (2000)                  |
| Ahafo Ano Meridional              | Mankranso                      | 133,874 (2000)                 |
| Amansie Central                   | Bekwai                         | 219, 508 (2000)                |
| Amansie Occidental                | Manso Nkwanta                  | 108, 768 (2000)                |
| Asante Akim Septentrional         | Konongo                        | 126, 465 (2000)                |
| Asante Akim Meridional            | Juaso                          | 96, 885 (2000)                 |
| Districte d'Atwima Kwanwoma       | Foase Kokoben                  | 234, 759 (2000)                |
| Districte d'Atwima Mponua         | Nyinahin                       |                                |
| Districte d'Atwima Nwabiagya      | Nkawie                         |                                |
| Districte de Bekwai               | Bekwai                         |                                |
| Districte de Bosome Freho         | Asiwa                          |                                |
| Bosomtwe                          | Kuntenase                      | 145,524 (2000)                 |
| Districte d'Ejisu-Juaben          | Ejisu                          | 124, 179 (2000)                |
| Districte d'Ejura/Sekyedumase     | Ejura                          | 81, 119 (2000)                 |
| Districte Metropolità de Kumasi   | Kumasi                         | 1, 171, 311 (2000)             |
| Districte de Kwabre               | Mamponteng                     | 164, 668 (2000)                |
| Districte de Mampong              | Mampong                        |                                |
| Districte d'Obuasi                | Obuasi                         |                                |
| Districte d'Offinso               | Offinso                        | 138, 190 (2000)                |
| Offinso Septentrional             | Akomadan                       |                                |
| Districte de Sekyere Afram Plains | Kumawu                         |                                |
| Sekyere Central                   | Nsuta                          |                                |
| Sekyere Oriental                  | Effiduase                      | 157, 378                       |
| Sekyere Meridional                | Agona Ashanti                  | 143, 213                       |

## Transports
L'aeroport més important de la regió és l'aeroport de Kumasi, en el que hi ha vols domèstics. A la regió hi ha cinc carreteres nacionals (N4, N6, N8, N10 i N6) i carreteres regionals. La N6 connecta Kumasi amb Accra. La N8 i la N10 uneixen la regió amb la regió Central.

## Educació

### Educació superior i universitats
La regió Aixanti té una universitat pública, la Universitat de Ciència i Tecnologia Kwame Nkrumah i una universitat Politècnica, a Kumasi. A més a més, al llarg de la regió hi ha diverses universitats privades i col·legis universitaris:
- Kwame Nkrumah University of Science and Technology, Kumasi.
- Garden City University College, Kenyasi, Kumasi.
- University of Education, Kumasi Campus, Kumasi.
- National Institute Of Information Technology, Kumasi Campus NIIT.
- Kumasi Polytechnic, K-Poly.
- IPMC, Kumasi Campus
- Akrokerri College of Education

## Llengües
Els Ashanti parlen majoritàriament Ashanti Twi, que és la llengua official de la regió Ashanti. Aquesta llengua és parlada per una població de més de 9 milions, tant com a primera llengua com a segona. Algunes característiques úniques d'aquesta llengua són el tó, l'harmonia vocàlica i la nasalització.

## Turisme

### Parcs naturals
- Santuari Natural del Bosc de Bobiri
- Santuari de la Vida Salvatge de Bomfobiri
- Parc Nacional de Digya
- Reserva Natural de Kogyae Strict
- Reserva i Santuari d'ocells del Bosc d'Owabi

### Àrees d'oci
- Centre de la Cultura Nacional

### Llocs històrics
- Komfo Anokye Sword
- Museu Palau de Manhyia
- Museu Militar del Fort de Kumasi
- Museu de Prempeh II

### Festes
A la regió s'hi celebren molts festivals. Els més importants són el d'Akwasidae i el d'Adae Kese. Hi ha festivals religionsos que són celebrats pels àkans. Molts d'aquests festivals recorden antics líders i herois, els esperits dels quals es creu que encara perviuen. Algunes de les festes més destacades són:
- Festival Papa
- Festival Kente
- Festival Yaa Asantewaa
- Festival Mmoa Nni Nko
- Festival Nkyidwo

### Altres atraccions turístiques
- Mercat de Kejetia
- Santuari de Patakro

## Esports
Alguns dels clubs esportius més destacats són:
- Kumasi Asante Kotoko
- Ashanti Gold SC
- King Faisal Babies F.C.
- New Edubiasi United

## Personatges notables
- Richmond Boakye
- Deborah Owusu-Bonsu, model i presentadora de televisió.
- Sulley Muntari, futbolista
- Sonia Ibrahim, model i presentadora de televisió
- Emmanuel Frimpong
- Kofi Annan, polític,antic president de l'Organització de les Nacions Unides.
- John Kufuor, polític, segon president de Ghana.
- Isaac Vorsah, futbolista.
- Juliet Ibrahim, actriu, cantant i productora de cinema.
- Sam E., Jonah, empresari.
- Rhian Benson, cantant de jazz i soul.
- Samuel Kuffour, futbolista.
- Kofi Kingston, lluitador professional
- Tony Yeboah, futbolista.
- Kwadwo Asamoah, futbolista
- Maxwell Konadu, futbolista i entrenador de futbol.
- Harrison Afful, futbolista.
- Quincy Owusu-Abeyie, futbolista.
- Kevin-Prince Boateng, futbolista.